# Raión de Lysianka
Lýsianka (en ucraniano: Ли́сянський райо́н) es un raión o distrito de Ucrania en el óblast de Cherkasy. 
Comprende una superficie de 746 km².
La capital es la ciudad de Lýsianka.

## Demografía
Según estimación 2010 contaba con una población total de 25027 habitantes.

## Otros datos
El código KOATUU es 7122800000. El código postal 19300 y el prefijo telefónico +380 4749.